# بوبي ووكر
بوبي ووكر (بالإنجليزية: Bobby Walker)‏ (10 يناير 1879 إدنبرة المملكة المتحدة - 28 أغسطس 1930 إدنبرة المملكة المتحدة) هو لاعب كرة قدم بريطاني سابق كان يلعب كمهاجم.

## مسيرته الكروية
لعب بوبي ووكر خلال مسيرته الاحترافية مع نادِ واحدٍ في سبعة عشر موسمًا وسجل خلالها 124 هدف ضمن 327 مباراة. حيث فاز في موسمين بالكأس وفي موسم واحد بالدوري.
خاض بوبي ووكر مسيرته مع نادي هارت أوف ميدلوثيان في موسم 1896–97 ليلعب معه سبعة عشر موسمًا، مشاركًا في 327 مباراة سجل خلالها 124 هدف.

## روابط خارجية
- بوبي ووكر على موقع ناشيونال فوتبول تيمز (الإنجليزية)